# سیارک ۸۳۱۱
سیارک ۸۳۱۱ (به انگلیسی: 8311 Zhangdaning، نامگذاری:1996TV1) هشت هزار و سیصد و یازدهمین سیارک کشف شده‌است که در ۳ اکتبر ۱۹۹۶ کشف شد.
قدر مطلق سیارک برابر ۱۴٫۸۰ است.